# Rainbow Bridge National Monument
Nationaal monument Rainbow Bridge is een nationaal monument gelegen ten zuiden van het Powellmeer en Glen Canyon National Recreation Area in de Amerikaanse staat Utah.
De in het park gelegen Rainbow Bridge bestaat uit zandsteen en heeft een spanwijdte van 84 meter. De top is 13 meter dik, 10 meter breed en 88 meter hoog. Hij vormt een heiligdom voor de Navajo-indianen.